# ショウワ電技研
ショウワ電技研株式会社（ショウワでんぎけん）は神奈川県横浜市港北区新横浜に本社を置くコインパーキングの経営及び運営を行われている時間貸し駐車場である。
駐車場は「ショウワパーク」の名称で運営しており、時間貸し駐車場・店舗駐車場管理（店駐分業）・駐車場管理委託・月極管理などを合わせると全国に約500箇所（約6000台）を展開している。また、独自開発したネコの目システム（変動型料金システム）などを差別化商品として積極的に導入し、サービス向上に努めている。
2005年6月からAT限定バイク免許取得が可能になった事でバイク駐車場にも参入。駐車場と駐輪場の併用したサービスなども開始している。

## 事業
時間貸駐車場経営及び運営、駐車場管理委託業務、バイク駐輪場経営及び運営、月極管理

## 沿革
- 1984年（昭和59年）7月 - ショウワサービス株式会社から駐車場関連部門を分離し新会社として設立
- 1988年（昭和63年）4月 - 日飛電子精機株式会社と無人駐車場管理機器の販売代理店契約。大阪営業所開設
- 1995年（平成7年）1月 - 直営駐車場第一号として「ショウワパーク新横浜」を開設
- 1997年（平成9年）12月 - 東京営業所開設
- 1998年（平成10年）2月 - 資本金を8000万円に増資
- 2001年（平成13年）4月 - 本社を横浜市港北区新横浜へ移転。「ネコの目.com」の運営会社としてリプライス株式会社を設立
- 2003年（平成15年）3月 - 東京営業所を東京都北区田端新町へ移転
- 2004年（平成16年）3月 -「適地マップシステム」の営業開始
- 2005年（平成17年）6月 - 宅地建物取引業者資格取得

## 事業所
- 本社 - 横浜市港北区新横浜三丁目22番地9
- 東京営業所 - 東京都北区田端新町三丁目5番7号　安岡ビル3F
- 大阪営業所 - 大阪市都島区善源寺町一丁目7番地11号

## 関連会社
- ショウワサービス株式会社
- リプライス株式会社